# Spergularia leptophylla
Spergularia leptophylla är en nejlikväxtart som beskrevs av George Don jr. Spergularia leptophylla ingår i släktet rödnarvar, och familjen nejlikväxter. Inga underarter finns listade i Catalogue of Life.